# Choerodon gymnogenys
Choerodon gymnogenys là một loài cá biển thuộc chi Choerodon trong họ Cá bàng chài. Loài này được mô tả lần đầu tiên vào năm 1867.

## Từ nguyên
Từ định danh monostigma được ghép bởi hai âm tiết trong tiếng Hy Lạp cổ đại: gymno ("trần trụi") và genys ("má"), hàm ý đề cập đến sự thiếu lớp vảy cá trên má của loài cá này.

## Phạm vi phân bố và môi trường sống
C. gymnogenys được ghi nhận tại vịnh Ba Tư, bờ biển Đông Phi, Seychelles và bãi cạn Saint Brandon. C. gymnogenys sống gần những rạn đá ngầm và khu vực có nền đá vụn ở độ sâu khoảng 5–60 m.

## Mô tả
Chiều dài lớn nhất được ghi nhận ở C. gymnogenys là 20 cm. Cá trưởng thành có màu đỏ (trắng hơn ở bụng). Vệt sọc xanh xung quanh hốc mắt kéo dài xuống trước mõm. Có các hàng chấm trắng dọc hai bên thân. Cá đực trưởng thành sẫm màu xanh lục hơn ở lưng với những dải sọc màu xanh lam dọc theo đường bên. Mống mắt đỏ tươi.
Số gai ở vây lưng: 12; Số tia vây ở vây lưng: 8; Số gai ở vây hậu môn: 3; Số tia vây ở vây hậu môn: 10; Số tia vây ở vây ngực: 15–16; Số gai ở vây bụng: 1; Số tia vây ở vây bụng: 5.

## Sinh thái học
Thức ăn của C. gymnogenys là những loài động vật có vỏ cứng, bao gồm giáp xác, nhuyễn thể và cầu gai.

### Trích dẫn
- Gomon, Martin F. (2017). "A review of the tuskfishes, genus Choerodon (Labridae, Perciformes), with descriptions of three new species" (PDF). Memoirs of Museum Victoria. Quyển 76. tr. 1–111. doi:10.24199/j.mmv.2017.76.01.